# Avibrissina
Avibrissina är ett släkte av tvåvingar. Avibrissina ingår i familjen parasitflugor.
Kladogram enligt Catalogue of Life:
| Avibrissina | \| \| Avibrissina brevipalpis \| \| \| \| \| \| Avibrissina laticornis \| \| \| \| |
|             | \| \| Avibrissina brevipalpis \| \| \| \| \| \| Avibrissina laticornis \| \| \| \| |
|             | Avibrissina brevipalpis                                                            |
|             |                                                                                    |
|             | Avibrissina laticornis                                                             |
|             |                                                                                    |